# ダイアグノシス通信
ダイアグノシス通信（ダイアグノシスつうしん）とは、自動車に搭載されたエンジンコントロールユニット（ECU）と主に外部の診断テスター間の通信であり、主に故障診断（ダイアグノシス）に用いられる。
現在の自動車ではISO・SAE規格で規定された通信プロトコルを用いるのが一般的である。これはアメリカ合衆国・カリフォルニア州で最初に法規化されたOBD-Iに端を発し、その後世界中に拡大中のOBD（On-Board Diagnostics）法規制で、排ガス関連のECUと診断テスター間の通信プロトコルが規定されていることが主要因である。